# Arrondissement Toulon
Arrondissement Toulon je francouzský arrondissement ležící v departementu Var v regionu Provence-Alpes-Côte d'Azur. Člení se dále na 22 kantonů a 34 obcí.

## Kantony
| - Le Beausset - Collobrières - La Crau - Cuers - La Garde - Hyères-Est - Hyères-Ouest - Ollioules - Saint-Mandrier-sur-Mer - La Seyne-sur-Mer - Six-Fours-les-Plages | - Solliès-Pont - Toulon-1 - Toulon-2 - Toulon-3 - Toulon-4 - Toulon-5 - Toulon-6 - Toulon-7 - Toulon-8 - Toulon-9 - La Valette-du-Var |